# Водные объекты Уфимского района
Гидрография Уфимского района Башкортостана определяется географическим расположением на Прибельской увалисто-волнистой равнине и Уфимском плато.
Гидрографическую сеть формирует река Белая с притоками Уфа, Дёма, Берсианка и Уршак; многочисленные старичные озёра (Архимандритское, Лебяжье, Ломоносовское или Сосновое) и болота (Вотикеевское, Чуркинское).
Наиболее крупный родник Суровый Ключ расположен в деревне Суровке.
 Рыбное богатство полноводных рек и крупных озёр Уфимского района обозначено на его гербе.

## Примечание
1. ↑  Владимир Александрович Балков. Водные ресурсы Башкирии: Условия формирования и хоз. оценка. — Уфа: Башкирское кн. изд-во, 1978. — 173 с. Архивировано 20 марта 2023 года.